# Berislav Angjelinović
Berislav Angjelinović (Makarska, 18. siječnja 1897. – Split, 29. travnja 1978.), hrvatski publicist i pjesnik.

## Životopis
Berislav Angjelinović rođen je u Makarskoj. Gimnaziju je završio 1918. u Splitu, a studij prava 1926. u Zagrebu. Kao student bio je pristaša ideja Ante Starčevića. Nakon stvaranja Kraljevine Srba, Hrvata i Slovenaca pristupio je s braćom Dankom i Grgom Budislavom ORJUN-i (do 1922. Jugoslavenska napredna nacionalna omladina) 23. ožujka 1921. U početku je bio je član Odbora JNNO-a. Sudjelovao je u terorističkoj akciji ORJUN-e 1924. u Zagrebu i gušenju rudarskog štrajka u Trbovlju.
Najprije je radio u Splitu u odvjetničkom uredu brata Danka, a potom je od bio ataše za novinarstvo pri jugoslavenskom poslanstvu u Parizu (1928. – 1931.) i Washingtonu (1931. – 1934.). U vrijeme boravka u SAD-u, zajedno s Ivanom Mladineom uređivao je Jugoslovenski almanah i objavljivao priloge o životu jugoslavenskih iseljenika.
Nakon povratka u Jugoslaviju ponovo je radio kao odvjetnik. Travanjski rat 1941. dočekao je kao zapovjednik jedinice JKV-a u Sinju. Bježeći pred ustašama, sklonio se najprije u Split i Ljubljanu, a potom u Rim. Otkriven je i zarobljen pri neuspješnom bijegu u Švicarsku te odveden na Lipare gdje je ostao do talijanske kapitulacije u rujnu 1943. Iste godine imenovan je ministrom u izbjegličkoj vladi Kraljevine Jugoslavije u Kairu. Poslije rata radio je kao odvjetnik u Splitu.
Članke političkog i socijalnog sadržaja objavljivao je u dnevnim listovima. Pisao je u Zagrebačkoj orjuni (1923.; bio je i njezin urednik početkom 1923.), Pobedi (Split 1934.), Bazovici (Kairo, 1944.). U listu Javnosti (Beograd) objavio je prilog Naši američki iseljenici i veze s otadžbinom (1937.) i novelu Kako umire Jugoslaven u Bazovici (1944.). Surađivao je u zborniku Prilozi povijesti otoka Hvara (1959.), a u Zadarskoj reviji (1971.) objavio je više pjesama. Objavio je i knjigu Na kraju dana u suautorstvu sa Živkom Vekarićem, izdanu pod pseudonimima Budislav Givić (B. Angjelinović) i Živan Zoranić (Ž. Vekarić), objavljenu prvi put na Hvaru 1960.